# Sander marinus
Sander marinus là một loài cá thuộc họ Percidae. Loài này có ở Azerbaijan, Bulgaria, Iran, Kazakhstan, Cộng hòa Moldova, România, Nga, Turkmenistan, và Ukraina.